# Médiathèque Jacques-Chirac
La médiathèque Jacques-Chirac de Troyes est une médiathèque ouverte en 2002 et située non loin de l’espace Argence, dans le centre-ville de Troyes. Elle rassemble près de 1 000 ans d'histoire du livre. Elle est la principale médiathèque d'un réseau de dix autres médiathèques.

## Histoire

### Bâtiment
Elle est conçue par les architectes Dominique Lyon et Pierre du Besset, également bâtisseurs de la médiathèque d'Orléans en 1994. Ouverte en juillet 2002, le président de la République française Jacques Chirac l'a inaugurée le 14 octobre de la même année. Il en a fait pour l'occasion le cadre de son premier discours en province depuis les élections législatives.

La façade de la médiathèque.
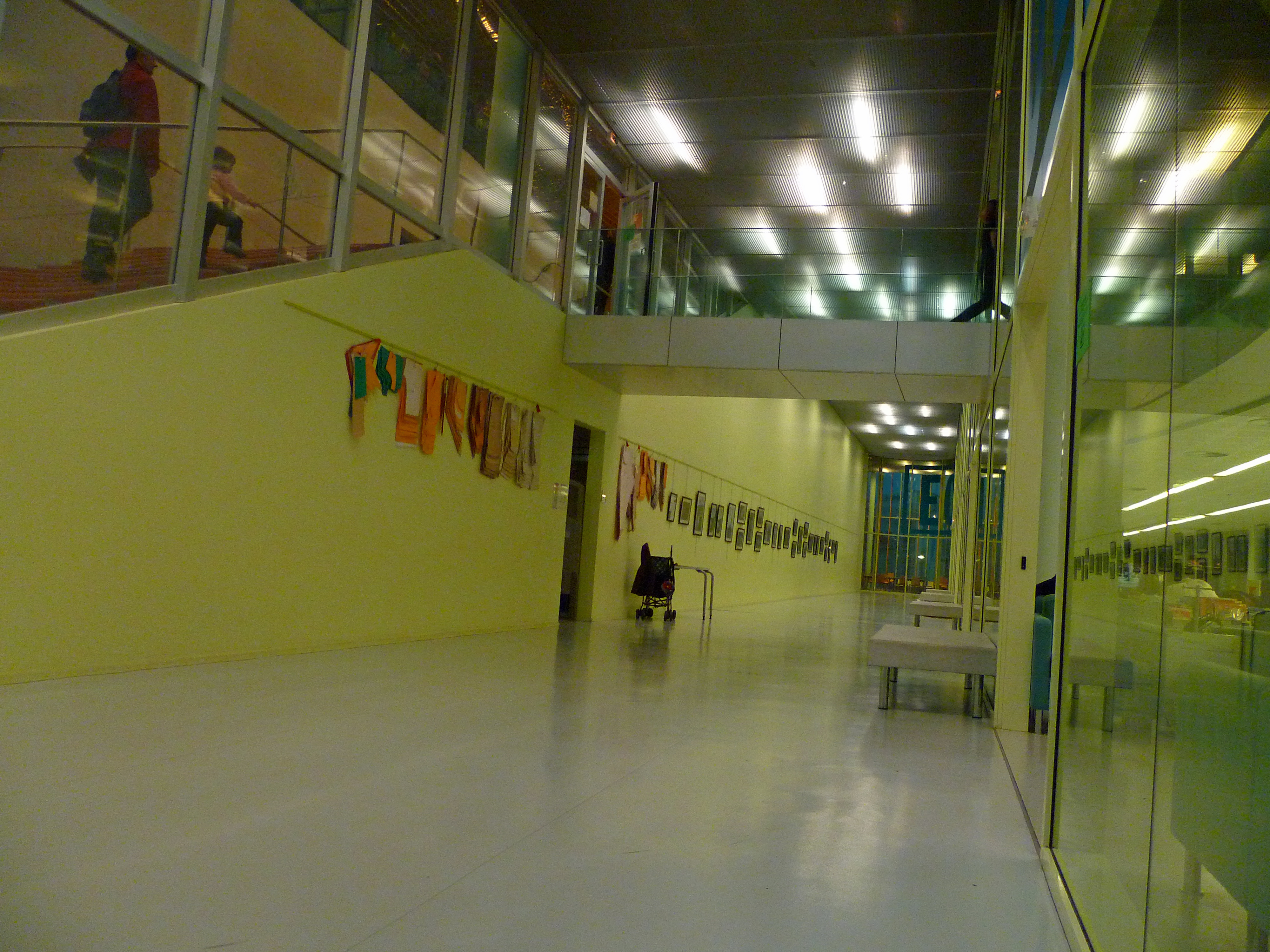
L'intérieur.

Elle est la lauréate du  prix de l'Équerre d'argent 2002, parrainé par le groupe Moniteur.
Anciennement fermée à la suite d'un incendie survenu le 1er juillet 2009, elle a rouvert ses portes le 11 janvier 2010.

### Collections
La première collection publique de la ville remonte à 1651, quand Jacques Hennequin donnait sa collection de 4 700 documents au couvent des Cordeliers, avec charge de la laisser à la disposition de ceux qui voudraient la consulter de midy sonnant jusqu'à soleil couchant, trois jours par semaine.
À partir du 14 novembre 1789, les couvents et abbayes eurent l'obligation de déposer le catalogue de leurs ouvrages, qui furent confisqués le 1er juillet suivant. Parmi les plus importants dépôts : celui de l'Oratoire avec la collection des Pithou, les 1 800 manuscrits de Clairvaux et la librairie de Jean Bouhier qui comptait 31 652 documents et 2 000 manuscrits. Vinrent ensuite les livres des émigrés et condamnés qui formèrent les 100 000 volumes de la Bibliothèque de l’école centrale du département de l'Aube installée en l'ancienne abbaye Saint-Loup. Cette bibliothèque disparait en 1803 et le fonds est donné à la ville pas sans qu'un prélèvement ne fut fait par :
- Simon Chardon de La Rochette avec 147 manuscrits, 203 documents et 25 cartons pour la Bibliothèque nationale ;
- le docteur Victor Prunelle avec 328 manuscrits, 2 575 imprimés pour la bibliothèque de la Faculté de médecine de Montpellier ;
- François de Neufchâteau un ensemble de 23 cartulaires pour la BN et
- la vente de 2427 manuscrits et 88 000 imprimés en double.

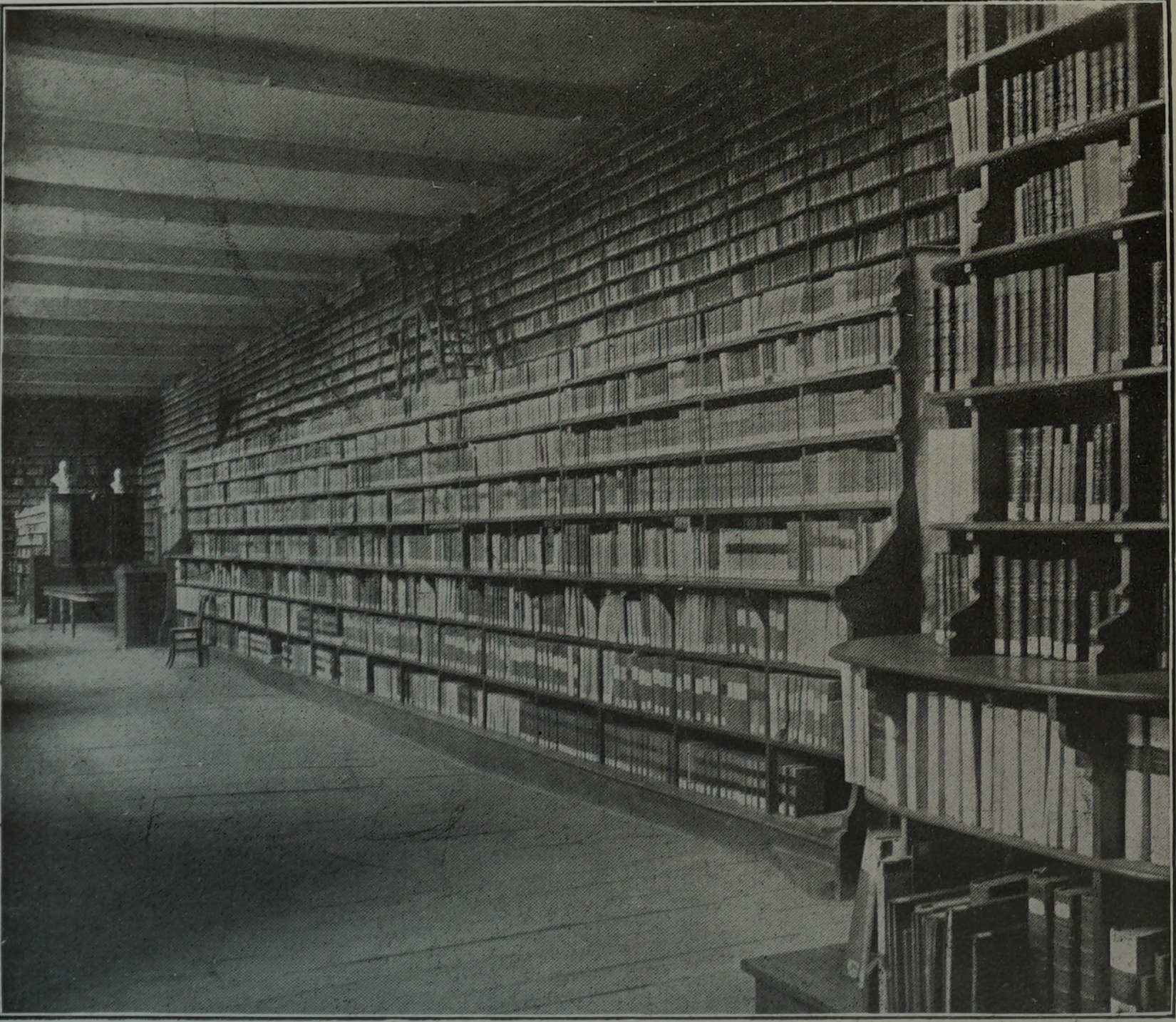
Quand elle était au musée Saint-Loup,
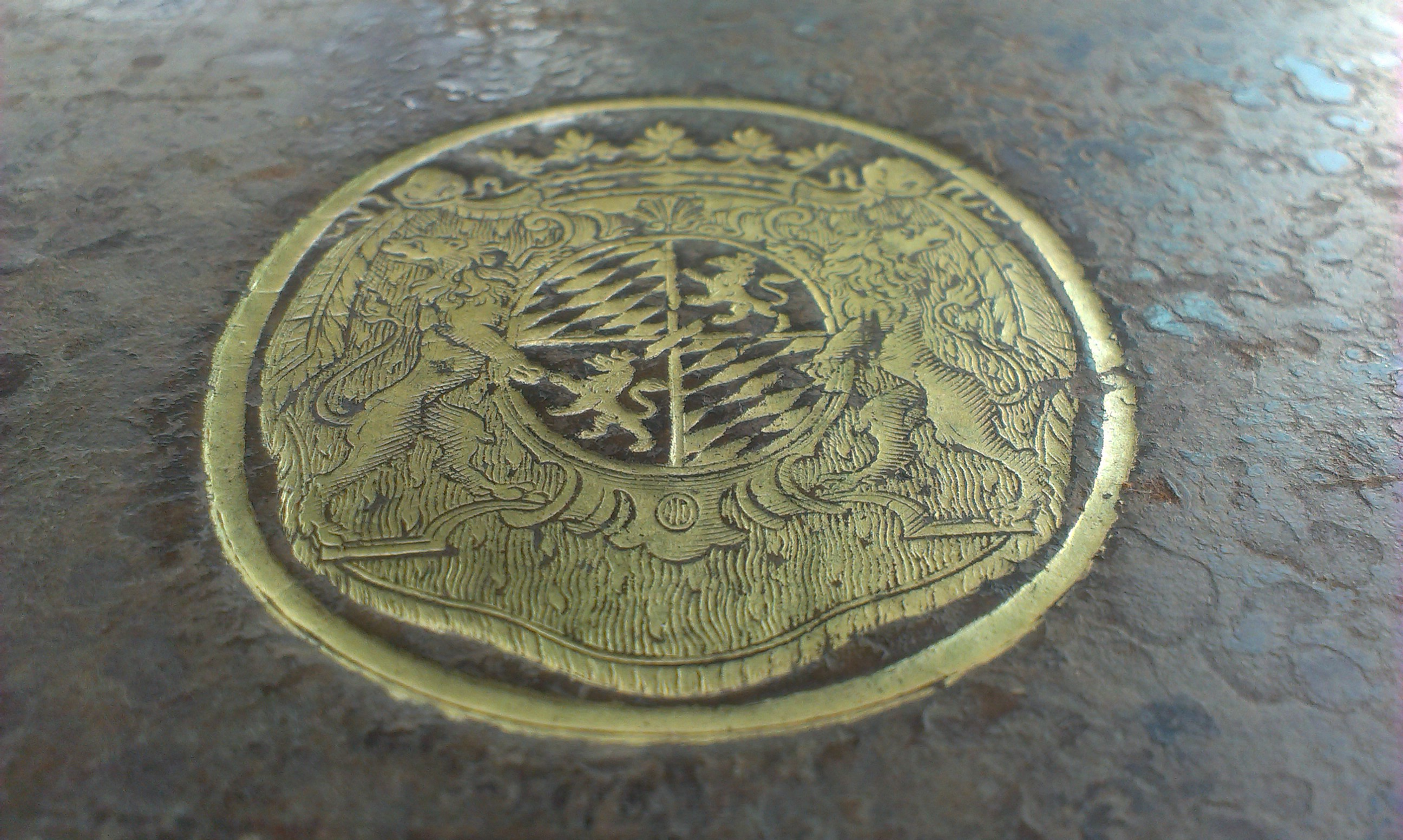
couverture de livre
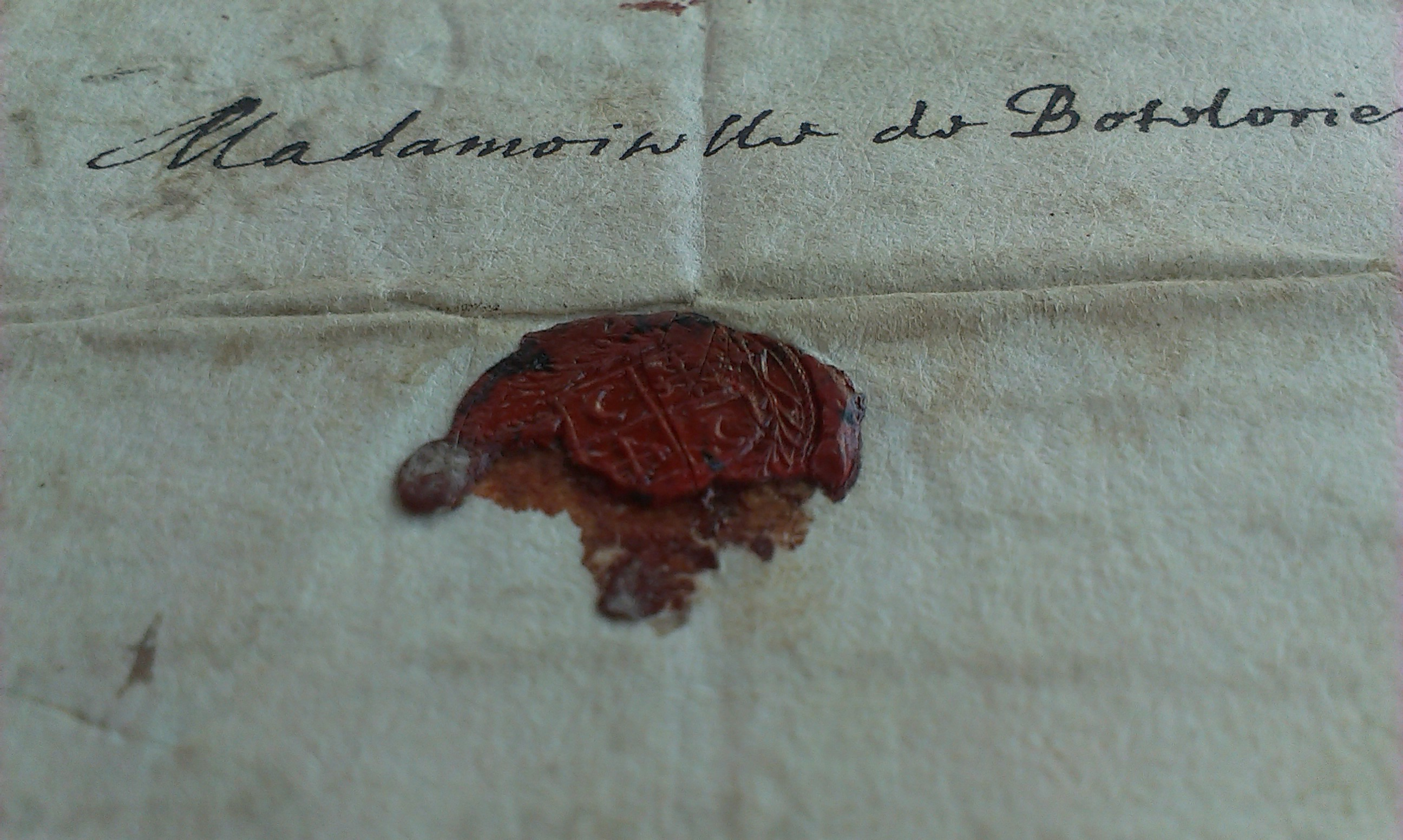
Sceau
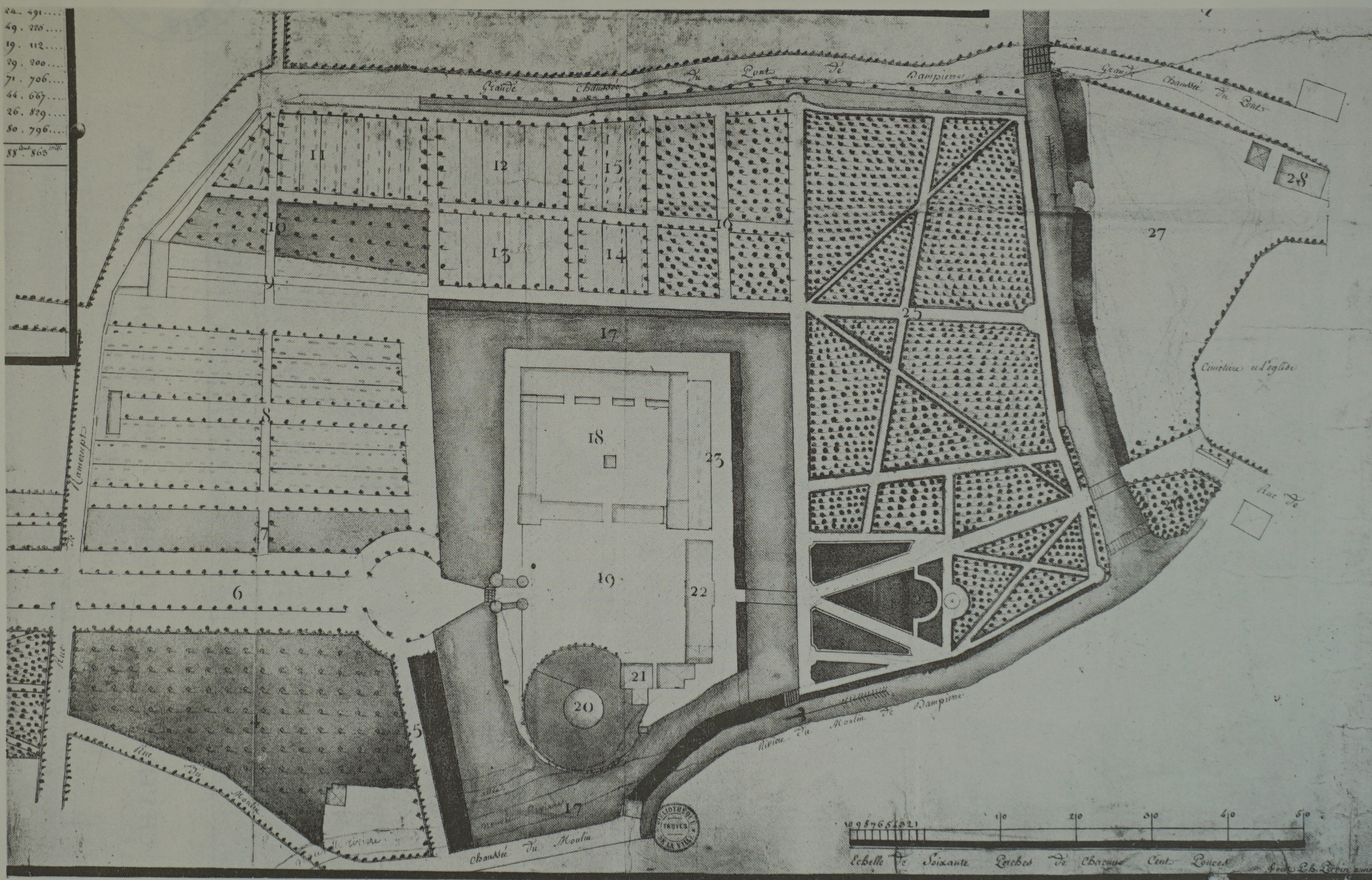
plan du château de Dampierre.

Les collections s'agrandirent des 9 000 volumes du chanoine Hubert qui y était bibliothécaire et, en 1868, de la collection médicale du docteur Carteron pour 2 648 volumes. En 1885, ce sont les 4 000 ouvrages d'Auguste Millard et en 1888, les 17 000 volumes du notaire Mitandier. Charles Des Guerrois léguait 50 000 imprimés surtout en poésie et littérature.

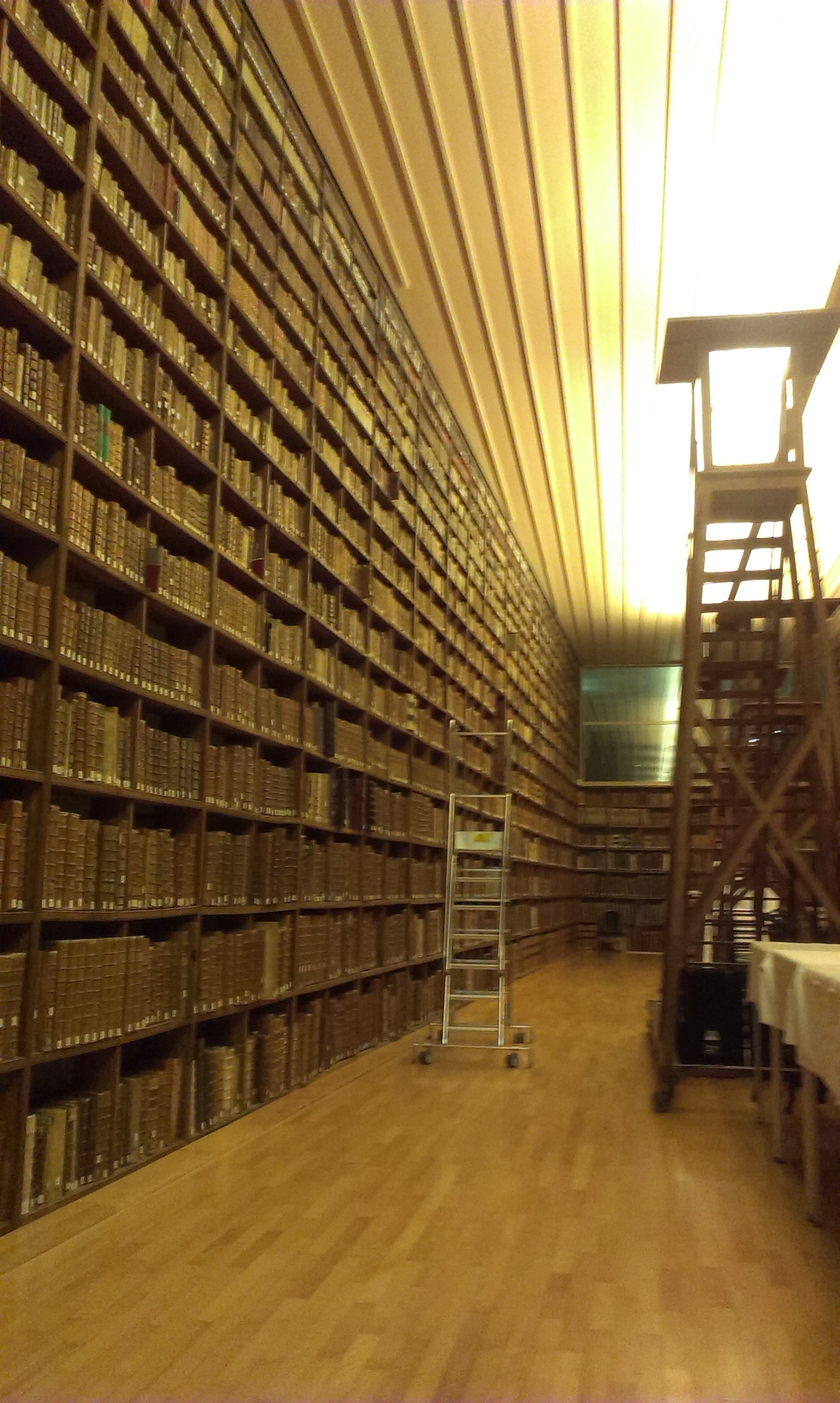
La grande salle du patrimoine.

Avec plus de 400 000 documents, 50 000 ouvrages dont 1 700 manuscrits du Moyen Âge, cette médiathèque est l’une des plus riches de France. Elle conserve notamment la majeure partie des manuscrits du fonds de l'abbaye de Clairvaux qui est le premier fonds médiéval français, par ailleurs reconnu par le label « Mémoire du monde » de l'Unesco depuis 2009.